# Taira flavidorsalis
Espèce
Synonymes
- Amaurobius flavidorsalis Yaginuma, 1964

Taira flavidorsalis est une espèce d'araignées aranéomorphes de la famille des Amaurobiidae.

## Distribution
Cette espèce est endémique du Japon Elle se rencontre dans les préfectures d'Hiroshima et de Tottori.

## Publication originale
- Yaginuma, 1964 : A new spider of Amaurobius (=Ciniflo) from Hiroshima Prefecture, Japan. Miscellaneous Reports of the Hiwa Museum for Natural History, Hiroshima vol. 7, p. 20-23.